# Szent Kereszt felmagasztalása templom (Balatonkeresztúr)
A balatonkeresztúri Szent Kereszt felmagasztalása templom Somogy vármegye egyik kiemelkedő műemléke. A 7-es főút mellett álló, kereszt alaprajzú épület 2009-ben megkapta az Örökségünk – Somogyország Kincse díjat is.

## Története
A templomot Festetics Kristóf építtette egy korábbi, pusztulóban levő templom helyén, a legenda szerint azért, mert egy nagy vihar alkalmával a Balaton vizében hánykolódó csónakját itt vetették partra szerencsésen a hullámok. Festetics az építkezéshez 1753-ban kért engedélyt Padányi Biró Márton veszprémi püspöktől, egyben arról is értesítette, hogy a templomhoz Szent Péter és Szent Pál tiszteletére oldalkápolnákat is tervez hozzáépíteni. Az építkezés 1753 és 1758 között zajlott Hofstadter Kristóf uradalmi építész tervei alapján. Freskóinak készítője ismeretlen: sokáig úgy vélték, hogy Dorfmeisert István művei, ám újabban azt is sejtik, hogy inkább Maulbertsch Antal vagy valaki az ő köreiből festhette őket.
A templom orgonáját 1934-ben készítette az Angster orgona- és harmóniumgyár. 2003-ban négy új mellékoltáron kívül elkészült az Isteni Irgalmasság Oltár is, amelynek képe Amerikából érkezett. 2005-ben új szőnyegeket és üléshuzatokat kapott a templom, és az orgonát is felújították, a következő évben pedig teljes külső felújításon esett át az épület. Ugyanekkor kicserélték a hangosító berendezést is, és Fátimából beszereztek egy új Mária-szobrot is. 2007-ben és 2008-ban folytatódtak a belső felújítások.

## Az épület és freskói
A barokk és rokokó stílusjegyeket magán viselő, kereszt alaprajzú templom oldalán nagyméretű hegedűablakok láthatók, tornya a nyugati oldalon van, bejáratai ennek aljában nyílnak. A szentély képén angyalok emelik magasba, a kupolafreskón ábrázolt Szentháromsághoz a keresztet, amelyen sugárkéve jelképezi a Szent Szív helyét. A szentély oldalfreskóinak egyike azt a jelenetet ábrázolja, amint Szent Ilona megtalálja a jeruzsálemi keresztereklyét, a másikon pedig az látható, ahogy Hérakleiosz bizánci császár a perzsáktól visszaszerzett ereklyét ünnepélyesen Jeruzsálembe viszi. A középső kupolafreskón a Szent Szűz (egyébként a korhoz nem illő, barokk stílusú térdeplőn) Názáretben fogadja az angyali szózatot. Az orgona melletti falképen egy angyalzenekar játszik 18. századi hangszereken, az északi falon pedig egyházi személyek társaságában a magyaros ruházatú Festetics Kristóf és felesége, Szegedy Judit tűnik fel rózsafüzérrel a kezükben. Az oldalbejárat mellett néhány freskót valamikor régen lemeszeltek, ám a 21. század eleji felújítás során a képek előbukkantak a mészréteg alól. A kegyúri oratórium feletti képen egy, a hitet jelképező, a keresztet magasra tartó nőalak, egy, a reményt jelképező, zöld ruhás, horgonyt tartó ember és egy, a szeretetet jelképező, gyermekeit szorosan magához ölelő édesanya látható a Festeticsek címere körül. Mivel a család 1772-ben kapott grófi címet, így valószínű, hogy ez a kép is az idő tájt készült.